# Rossella Callovi
Rossella Callovi, née le 5 avril 1991 à Cles, est une coureuse cycliste italienne. Professionnelle de 2011 à 2015, elle a notamment été  championne du monde sur route juniors en 2009.

## Biographie
En 2008, Rossella Callovi termine deuxième du championnat du monde sur route juniors. Elle court aussi sur piste et obtient la médaille de bronze au championnat d'Europe de poursuite par équipes juniors. L'année suivante, en Russie, elle devient championne du monde sur route juniors devant Pauline Ferrand-Prévot. La même année, elle se classe sixième du championnat d'Europe sur route juniors. En 2008 et 2009, elle est lauréate de l'Oscar TuttoBici des juniors. Ses bons résultats lui permettent d'être sélectionnées pour la course en ligne des mondiaux de Melbourne. Elle abandonne l'épreuve, mais participe au sacre de sa compatriote Giorgia Bronzini.
Elle passe professionnelle en 2011 au sein de l'équipe italienne MCipollini-Giordana. Elle obtient des bons résultats, terminant notamment deuxième du Grand Prix de la Ville de Valladolid, l'une des manches de la Coupe du monde.
De 2012 à 2014, elle court au sein de la même équipe iadora-Pasta Zara, qui change de nom chaque année. En 2015, elle dispute sa dernière année chez Top Girls Fassa Bortolo, puis arrête sa carrière à 24 ans.

## Palmarès sur route

### Par années
- 2008
  -  Médaillée d'argent du championnat du monde sur route juniors
  - 2e du championnat d'Italie sur route juniors
- 2009
  -  Championne du monde sur route juniors
  - 6e du championnat d'Europe sur route juniors
- 2011
  - 2e du Grand Prix de la Ville de Valladolid (Cdm)
  - 2e du Grand Prix Comune di Cornaredo
  - 3e du Grand Prix Cham-Hagendorn
  - 10e du championnat d'Europe sur route espoirs

### Résultat sur le Tour d'Italie
- 2014 : abandon (3e étape)

## Palmarès sur piste
- Pruszków 2008 (juniors)
  -  Médaillée de bronze du championnat d'Europe de poursuite par équipes juniors

## Distinctions
- Oscar TuttoBici des juniors : 2008 et 2009